# Adam Xaver von Roggenbach

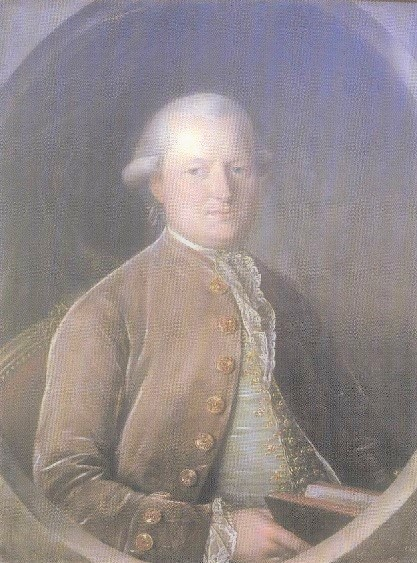
Adam Xaver von Roggenbach

Adam Franz Xaver Phillip Nikolaus Franz von Sales von Roggenbach (* 9. Dezember 1750 auf Schloss Zwingen; † 11. Oktober 1830 in Freiburg im Breisgau) war zunächst Geheimrat und Oberhofmarschall des Fürstbistums Basel und später badischer Landvogt von Mahlberg und 1810–1814 Kreisdirektor des Dreisamkreises.

## Leben
Adam Xaver entstammt dem uralten Ministerialengeschlecht der Roggenbach. Nach dem frühen Tod seines Vaters (1756) wurde er von seiner Mutter und seinem Onkel und Vormund Sigismund von Roggenbach erzogen. Seine Grundausbildung erhielt er bei den Jesuiten in Pruntrut. Später studierte er Philosophie in Nancy und Rechtswissenschaften in Straßburg und Würzburg.
Nachdem er nicht in den markgräflich badischen Dienst aufgenommen worden war, trat Adam Xaver 1770 als Hofratsassessor in den Dienst des Fürstbistums Basel, wo er 1773 zum Hofrat ernannt wurde. 1781 stieg er zum Hofmarschall und 1782 zum Oberhofmarschall auf. Als 1782 sein Onkel Sigismund von Roggenbach Fürstbischof wurde, war Adam Xaver sein engster Vertrauter. Er ließ in der Residenzstadt Pruntrut einen englischen Garten anlegen und initiierte die Eremitage in Arlesheim.
1792 ging er – nach dem Einmarsch französischer Revolutionstruppen in das Fürstbistum – mit seinem Onkel ins Exil. Seine Besitzungen im Fürstbistum wurden konfisziert, und erst 1803 erhielt er auf Intervention der badischen Regierung wieder einen Teil zurück.
Er erwarb in Emmishofen Bürgerrecht, hielt sich aber auch in Schopfheim auf, wo seine Familie Besitzungen hatte. Nach dem Tod seines Onkels war er dessen Universalerbe. Seinem Nachfolger, Franz Xaver von Neveu diente er noch bis 1796 als Oberhofmarschall in Konstanz und Offenburg. 1798 trat er in den Dienst des Markgrafen Karl Friedrich von Baden, wurde Landvogt von Mahlberg und avancierte 1801 zum Geheimrat. Im Oktober 1802 nahm er die durch den Reichsdeputationshauptschluss Baden zugeschlagenen Reichsstädte Offenburg, Gengenbach und Zell am Harmersbach, sowie das freie Reichstal Harmersbach, die Reichsabtei Gengenbach und den linksrheinischen Teil des Hochstifts Straßburg für Baden in Besitz. 1810 wurde er Kreisdirektor des Dreisamkreises im Großherzogtum Baden. Das Großherzogtum gehörte zum Rheinbund und war mit dem Frankreich Napoleons verbündet. Als 1813 nach der Völkerschlacht bei Leipzig der Vormarsch der alliierten österreichischen, preußischen und russischen Truppen begann, gab es im vormals österreichischen Breisgau eine Bewegung, die sich für die Loslösung von Baden und die Wiedereingliederung in das österreichische Kaiserreich einsetzte. Die badische Regierung brachte Roggenbach mit dieser Bewegung in Verbindung und pensionierte ihn im Juli 1814 zwangsweise.

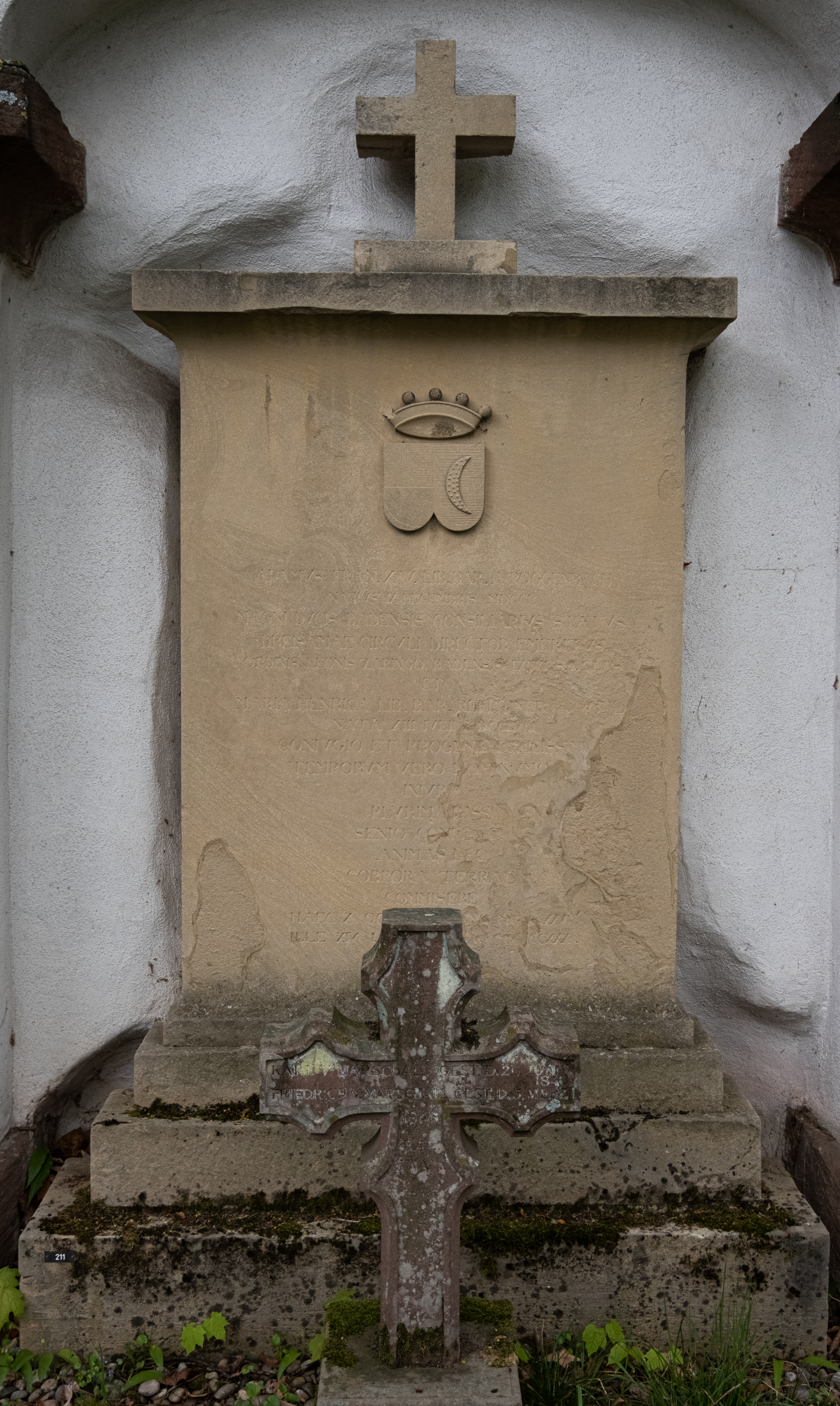
Grabstein auf dem Alten Friedhof in Freiburg

Aus der aktiven Verwaltung entfernt und des politischen Einflusses beraubt, erhielt Adam Xaver nachfolgend 1815 gleichwohl noch das Großkreuz des Ordens vom Zähringer Löwen verliehen. Adam Xaver widmete sich nun der Verwaltung und Arrondierung seiner Güter. 1823 schrieb er eine dreibändige Geschichte des Fürstbistums Basel, die jedoch nicht publiziert wurde. Am 11. Oktober 1830 verstarb er in Freiburg, wo er auf dem alten Friedhof beigesetzt wurde.

## Herkunft, Ehe und Nachkommen
Adam Xaver wurde als Sohn des fürstbischöflichen Landvogts von Zwingen und Laufen, Franz Konrad Joseph Ignaz von Roggenbach und der Antonia Helena Franziska Josephine Priska von Andlau geboren. Er heiratete 1776 Anna Maria Henriette Reuttner von Weyl und hatte mit ihr acht Kinder:
- Friedrich Ludwig Franz (* 1776; † 1784)
- Maria Karolina, genannt Charlotte (* 1780; † 1858) – Hofmeisterin am bayerischen Hof
- Joseph Ignaz (* 1783; † 1832) – badischer Hofrichter
- Maria Anna Balbina (* 1785; † 1862) ⚭ Franz Anton Sales Zenobius von Falkenstein
- Heinrich Adam (* 1787; † 1870) – großherzoglich-badischer Generalmajor ⚭ 1823 Melanie Gräfin von Walderdorff
- Maria Josepha Franziska (1791–1844) ⚭ 1809 Franz Anton von Neveu zu Windschläg
- Johann Nepomuk Julius Konstantin (* 1794; † 1876) – großherzoglich-badischer Generalmajor ⚭ 1821 Karolina von Venningen
- Franz Xaver August (* 1798; † 1854) – großherzoglich-badischer Kriegsminister.